# Super 20
Super 20 – album francuskiej piosenkarki Amandy Lear, wydany w 1989 roku.

## Ogólne informacje
Płyta była drugą kompilacją przebojów Amandy Lear. Zawierała jedne z jej najpopularniejszych piosenek z lat 1977-1982, czyli od debiutanckiego albumu I Am a Photograph aż do Incognito, w tym utwór „Fever”, wydany na singlu w 1982 roku, który nie znalazł się na żadnej wcześniejszej płycie. Oprócz największych hitów, na Super 20 trafiły także piosenki niewydane nigdy na singlach.

## Lista utworów
1. „Follow Me” – 3:54
2. „Gold” – 3:37
3. „Mother, Look What They've Done to Me” – 4:28
4. „Run Baby Run” – 3:51
5. „Queen of Chinatown” – 4:12
6. „The Sphinx” – 4:25
7. „Blood and Honey” – 4:46
8. „Fashion Pack” – 3:51
9. „Fabulous (Lover, Love Me)” – 4:12
10. „Diamonds” – 3:42
11. „Égal” – 4:03
12. „Fever” – 3:36
13. „Never Trust a Pretty Face” – 4:47
14. „Alphabet” – 4:00
15. „I Am a Photograph” – 4:25
16. „Blue Tango” – 2:44
17. „Tomorrow” – 3:50
18. „The Lady in Black” – 3:35
19. „I Need a Man” – 3:38
20. „Nymphomania” – 3:29

## Single z płyty
- 1982: „Fever”